# 원산금강산고속도로
원산금강산고속도로(元山金剛山高速道路)는 강원도 원산시를 기점으로 강원도 고성군 금강산을 종점을 하여 남북을 잇는 고속도로이다. 해당 고속도로는 아시안 하이웨이 6호선의 일부로 이루고 있다. 다만 일부 구간은 국도 제7호선일 가능성이 있다.

## 주요 경유지
- 강원도
  - 원산시 - 통천군 - 고성군